# Norellisoma caucasicum
Norellisoma caucasicum är en tvåvingeart som beskrevs av Ozerov 1993. Norellisoma caucasicum ingår i släktet Norellisoma och familjen kolvflugor. Inga underarter finns listade i Catalogue of Life.